# Strangalia eickworti
Strangalia eickworti là một loài bọ cánh cứng trong họ Cerambycidae.